# Beenox
Beenox ist ein kanadisches Entwicklerstudio für Computerspiele. Gegründet wurde das Studio im Jahr 2000 von Dominique Brown. Am 25. Mai 2005 wurde Beenox von Activision aufgekauft und ist heute eine Tochterfirma von Activision.

## Unternehmensgeschichte
Zwischen 2002 und 2006 konzentrierte sich das Entwicklerstudio ausschließlich auf die Portierung von Computerspielen. Das Studio hat derzeit rund 30 Projekte für Windows und MacOS fertiggestellt, unter anderem für berühmte Franchises wie X-Men, Spider-Man und Shrek. Mit dem gleichnamigen Spiel zum Film Bee Movie – Das Honigkomplott begann Beenox 2007 wieder eigene Entwicklungen zu veröffentlichen.

Altes Logo von Beenox (2010–2023)

2015 wurde bekannt, dass Beenox in Zusammenarbeit mit Mercenary Technology an der Portierung von Call of Duty: Black Ops III auf die Xbox 360 und PlayStation 3 arbeitet.
2018 bzw. 2019 gab Activision bekannt, dass Beenox zusammen mit Activision Blizzard an der PC-Portierung für Call of Duty: Black Ops 4 für die Battle.NET-Platform bzw. für Call of Duty: Modern Warfare für die Battle.NET-Platform arbeitet.
Stand 2015 beschäftigt das Studio rund 330 Entwickler.

## Produzierte Videospiele

### Eigene Entwicklung
| Jahr | Titel                                     | Plattform(en)                                                                  |
| ---- | ----------------------------------------- | ------------------------------------------------------------------------------ |
| 2001 | Pillars of Garendall                      | Windows, MacOS                                                                 |
| 2001 | Coldstone Game Engine                     | Mac OS                                                                         |
| 2007 | Bee Movie – Das Game                      | Windows, PlayStation 2, Xbox 360                                               |
| 2009 | Monsters vs. Aliens                       | Windows, PlayStation 2, PlayStation 3, Xbox 360, Wii                           |
| 2009 | Guitar Hero Smash Hits                    | PlayStation 2, PlayStation 3, Xbox 360, Wii                                    |
| 2010 | Spider-Man: Shattered Dimensions          | Windows, PlayStation 3, Xbox 360, Wii                                          |
| 2011 | Spider-Man: Edge of Time                  | PlayStation 3, Xbox 360, Wii, Nintendo 3DS,                                    |
| 2012 | The Amazing Spider-Man                    | Windows, PlayStation 3, PlayStation Vita, Xbox 360, Wii, Wii U, Nintendo 3DS   |
| 2014 | The Amazing Spider-Man 2                  | Windows, PlayStation 3, PlayStation 4, Xbox 360, Xbox One, Wii U, Nintendo 3DS |
| 2014 | Skylanders: Trap Team                     | PlayStation 3, PlayStation 4, Xbox 360, Xbox One, Wii U, Nintendo 3DS          |
| 2015 | Skylanders: SuperChargers                 | PlayStation 3, PlayStation 4, Xbox 360, Xbox One, Wii U                        |
| 2015 | Skylanders: SuperChargers Racing          | Wii, Nintendo 3DS                                                              |
| 2016 | Call of Duty: Modern Warfare Remastered   | Windows, PlayStation 4, Xbox One                                               |
| 2019 | Crash Team Racing: Nitro-Fueled           | PlayStation 4, Xbox One, Nintendo Switch                                       |
| 2020 | Call of Duty: Modern Warfare 2 Remastered | Windows, PlayStation 4, Xbox One                                               |

### Portierungen
| Jahr | Titel                                       | Plattform(en)           |
| ---- | ------------------------------------------- | ----------------------- |
| 2003 | Tony Hawk’s Pro Skater 4                    | Windows                 |
| 2003 | Kelly Slater’s Pro Surfer                   | Windows                 |
| 2004 | Tony Hawk’s Underground 2                   | Windows                 |
| 2004 | Der Herr der Ringe: Die Rückkehr des Königs | Mac OS X                |
| 2004 | Pitfall: Die verlorene Expedition           | Windows                 |
| 2004 | Shrek 2: Team Action                        | Windows                 |
| 2005 | Madagascar                                  | Windows                 |
| 2005 | Fantastic 4                                 | Windows                 |
| 2005 | Tony Hawk’s Underground                     | Windows                 |
| 2005 | Ultimate Spider-Man                         | Windows                 |
| 2005 | Gun                                         | Windows                 |
| 2006 | Ab durch die Hecke                          | Windows                 |
| 2006 | X-Men: The Official Game                    | Windows                 |
| 2006 | Cars                                        | Windows                 |
| 2007 | Spider-Man 3                                | Windows                 |
| 2007 | Spider-Man: Freund oder Feind               | Windows                 |
| 2008 | Kung Fu Panda                               | Windows                 |
| 2008 | 007: Ein Quantum Trost                      | Windows, Wii            |
| 2009 | Kung Fu Panda                               | Mac OS X                |
| 2009 | Transformers: Die Rache                     | Windows                 |
| 2013 | Skylanders: Swap Force                      | Wii                     |
| 2015 | Call of Duty: Black Ops III                 | PlayStation 3, Xbox 360 |
| 2018 | Call of Duty: Black Ops 4                   | Windows                 |
| 2019 | Call of Duty: Modern Warfare                | Windows                 |